# Minami-Bōsō-Quasi-Nationalpark
Der Minami-Bōsō-Quasi-Nationalpark (japanisch 南房総国定公園, Minami-Bōsō Kokutei Kōen) ist ein japanischer Quasi-Nationalpark in der Präfektur Chiba in Honshū. Der am 1. August 1958 gegründete Park hat eine Fläche von 5.685 ha, die weite Teile der Küste der Bōsō-Halbinsel von Kap Futtsu bis Kap Inubō umfasst. Mit der IUCN-Kategorie V ist das Parkgebiet als Geschützte Landschaft/Geschütztes Marines Gebiet klassifiziert. Die Präfektur Chiba ist für die Verwaltung des Parks zuständig.